# 中国—多米尼加关系
中国—多米尼加关系（西班牙語：Relaciones China-Dominicana）是指中华人民共和国与多米尼加共和国的双边关系。

## 歷史

### 1940年代至2010年代
1941年4月9日，中華民國政府與多明尼加建立公使級外交關係。同年7月12日設駐多明尼加公使館，由駐古巴公使兼任。1957年8月20日升格為大使館。
1963年，左派的胡安·博什成为多明尼加總統後，曾考慮與中華人民共和國建交，但他被美國推翻後，此事便不了了之。1965年5月12日，时任中共中央主席毛泽东发表《支持多米尼加人民反对美国武装侵略的声明》，以这篇声明为起始，中国各地进行“声援多米尼加人民反美爱国斗争”游行活动。胡安·博什在卸任後於1969年訪華。
1994年，中华人民共和国在圣多明各设商代处。2005年，多米尼加在北京设商代处。
2015年9月27日，中国外交部长王毅与拉共体“四驾马车”成员国外长在纽约举行对话，拉共体候任主席国多米尼加以副外长利里亚诺与会。2017年9月21日，中国与拉共体“四驾马车”成员国外长举行新一轮对话，拉共体前任主席国多米尼加以外长巴尔加斯与会。2018年1月21日，多米尼加外长巴尔加斯出席在智利圣地亚哥举行的中国—拉共体论坛第二次部长级会议。

### 与中华人民共和国建交
2018年5月1日，中華人民共和國和多米尼加共和國建立正式外交關係。5月21日，两国商代处升级为使馆。同年10月31日，多明尼加總統达尼洛·梅迪纳首次訪華，並出席于11月5日至10日在上海举行的首届中国国际进口博览会。

## 經貿關係
多米尼加是“一带一路”倡议的重要组成。据中国海关总署统计，2022年中多贸易额48.38亿美元，同比增长11.6%，其中中国出口43.18亿美元，进口5.2亿美元，同比分别增长8.3%和49.2%。中国主要出口电气设备、机械器具、塑料及其制品等，进口钢铁和医疗器材等。

## 外部連結
- 中华人民共和国驻多米尼加共和国大使馆官方网站（简体中文）（西班牙文）
  - 中华人民共和国驻多米尼加共和国大使馆经济商务处官方网站（简体中文）